# Caririraphidia sertaneja
Caririraphidia sertaneja là một loài côn trùng trong họ Incertae Sedis (Raphidioptera) thuộc bộ Raphidioptera. Loài này được Martins-Neto miêu tả năm 2003.